# 納紐瓦伊科山
13°11′57″S 73°04′31″W / 13.19917°S 73.07528°W
納紐瓦伊科山（Nañuhuaico），是秘魯的山峰，位於該國東南部庫斯科大區，由拉孔本西翁省的比爾卡班巴區負責管轄，屬於維爾卡潘帕山脈的一部分，海拔高度4,932米。